# Juré n° 2
Pour plus de détails, voir Fiche technique et Distribution.
Juré no 2 (Juror #2) est un film de procès américain réalisé par Clint Eastwood et sorti en 2024.
Le film suit Justin Kemp, un homme sélectionné comme juré aux côtés d'autres citoyens dans un procès pour meurtre très médiatisé. Le jeune mari et futur père de famille se retrouve rapidement aux prises avec un grave dilemme moral lorsqu'il découvre qu'il est peut-être à l'origine de la mort de la victime.
Il est présenté à l'avant-première à l'AFI Fest.

## Synopsis
Justin Kempest un jeune homme marié vivant à Savannah en Géorgie. Alors que sa femme Allison subit une grossesse à risque proche de son terme, il est appelé comme juré dans une affaire d'homicide. Lors du voir-dire, Justin demande à être excusé en raison de la situation de sa femme : la juge Hollub refuse la demande.
Le procès débute par l'exposé des faits. Après une violente dispute avec son petit ami James Sythe dans un bar, la jeune Kendall Carter s'est enfuie à pied sur la route Old Quarry, par une nuit extrêmement pluvieuse. Le lendemain matin, un randonneur a retrouvé son corps en contrebas d'un petit pont. Sythe est rapidement arrêté. L'affaire est confiée à la procureure adjointe Faith Killebrew, qui se présente au même moment à l'élection de procureur de district et espère rallier l'électorat avec une condamnation très médiatisée pour violence domestique.
À première vue, le dossier de Killebrew semble solide : Sythe a cassé une bouteille de bière dans un accès de rage, incitant Carter à quitter le bar ; il a suivi la jeune femme sous la pluie et n'est pas revenu au bar ; le médecin légiste témoigne que les blessures de Carter sont compatibles avec un instrument contondant ; enfin, un témoin oculaire, présent de l'autre côté du pont, identifie Sythe comme l'homme qu'il a vu s'arrêter à cet endroit, sortir de sa voiture et regarder l'endroit où le corps de Carter a été retrouvé avant de repartir.
Or Justin se rend compte qu'il est personnellement impliqué dans cette affaire. Le soir de la mort de Kendall, il s'est rendu dans ce bar et a commandé un verre, qu'il n'a pas consommé. En revenant chez lui, sous une pluie battante qui réduisait la visibilité, son véhicule a heurté ce qu'il a pris pour un cerf. Il a menti à sa femme Allison sur le lieu, parce que, ancien alcoolique, il ne voulait pas qu'elle sache qu'il avait failli rechuter. Or l'endroit et l'heure correspondent exactement aux circonstances de la mort de Kendall.
Kemp demande conseil à l’animateur d'un cercle d'alcooliques anonymes, Larry, qui est aussi avocat. Larry l'informe qu'en raison de ses infractions antérieures pour conduite en état d’ébriété, il risque d'être condamné à une peine de trente années, ce qui laisserait ainsi seuls sa femme et leur bébé à naître.
Le procès va jusqu'aux plaidoiries et le jury se réunit dans une salle pour décider du verdict. La discussion dure plusieurs jours. Kemp voudrait éviter la condamnation de Sythe, parce qu'il le croit innocent et aussi parce que, lui-même ancien alcoolique repenti, il croit que Sythe, malgré un passé violent, peut avoir réellement changé. Il est hors de question, pour Kemp, de reconnaître sa propre responsabilité. Or Larry, lors d'une suspension des délibérations, lui dit que le jury doit parvenir à un verdict, sans se déclarer partagé : compte tenu de la médiatisation de l'affaire, Killebrew finirait de toute manière par faire rejuger l'affaire et l'annulation du premier procès ne sauverait pas Sythe.
Au départ, la quasi-totalité des jurés se disent persuadés de la culpabilité de Sythe et Kemp est le seul à plaider vraiment pour son innocence. Il les encourage à utiliser leurs propres compétences pour identifier les failles du dossier de Killebrew. L'étudiante en médecine Keiko remarque ainsi qu'aucune arme du crime n'a été trouvée et que les blessures de Carter pourraient provenir d'un choc avec un véhicule. Un autre juré reconnaît que la route Old Quarry est une zone à faible visibilité, de sorte que l'identification de Sythe par un témoin oculaire, d'ailleurs âgé, est discutable. Surtout, Harold, policier à la retraite spécialisé dans les homicides, pense que toutes les pistes n'ont pas été envisagées lors de l'enquête. Il enfreint les règles du jury en se renseignant sur les véhicules qui ont subi des réparations de carrosserie après la mort de Carter, soupçonnant que Kendall a été heurtée par un conducteur de véhicule qui s'est enfui. Comme Harold se rapproche de la vérité, Justin s'arrange pour que les documents qu'il a récupérés soient trouvés par le personnel du tribunal, ce qui conduit la juge Hollub à expulser Harold du jury.
La procureure Killebrew, heureuse d'avoir remporté l'élection entre-temps, est prise de doutes. Elle rend visite au témoin oculaire et se rend compte que les forces de l'ordre l'ont incité à identifier Sythe lors du procès. Elle vérifie les documents de Harold et va voir Allison qui est la propriétaire du véhicule utilisé le soir du meurtre, sans savoir que son mari est l'un des jurés. Lorsque Justin rentre à la maison, il avoue à demi-mot la vérité à Allison, qui commençait à soupçonner un mensonge. Choquée que Justin soit entré dans un bar, elle garde le silence pour sauver sa famille.
L'un des jurés refuse toujours de reconnaître l'innocence de Sythe, au motif que celui-ci présente les tatouages d'un gang de trafiquants de drogue. C'est le verdict que rend le jury devant le tribunal, en l'absence de Justin qui accompagne sa femme en train d'accoucher.
Quelques jours plus tard, la juge prononce la condamnation à perpétuité de Sythe. Killebrew, qui a tout compris après avoir découvert sur internet que Justin est le mari d'Allison, s'approche de celui-ci, assis sur un banc devant le palais de justice. Justin lui laisse entendre, à mots couverts, qu'une réouverture du dossier nuirait à sa carrière politique, compte tenu du passé de Sythe et de la nature accidentelle de la mort de Kendall.
Quelque temps plus tard, Justin et Allison, installés chez eux, s'occupent de leur bébé. La sonnette retentit : Justin ouvre la porte et trouve devant lui Killebrew, muette, le regard intense, et dont la présence et les motivations ne sont alors pas expliquées aux spectateurs.

## Fiche technique
Sauf indication contraire, les informations mentionnées dans cette section peuvent être confirmées par la base de données cinématographiques IMDb,  présente dans la section « Liens externes ».
- Titre original : Juror #2
- Titre francophone : Juré n° 2
- Réalisation : Clint Eastwood
- Scénario : Jonathan Abrams
- Musique : Mark Mancina
- Direction artistique : Gregory G. Sandoval
- Décors : Ronald R. Reiss
- Photographie : Yves Bélanger
- Montage : Joel Cox et David S. Cox
- Production : Clint Eastwood, Adam Goodman, Jessica Meier, Tim Moore, Peter Oberth et Matt Skiena
- Sociétés de production : Dichotomy, Gotham Group (en) et Malpaso Productions
- Société de distribution : Warner Bros.
- Budget : 35 millions de dollars (estimation[2])
- Pays de production :  États-Unis
- Langue originale : anglais
- Format : couleur
- Genre : drame, thriller, film de procès
- Durée : 114 minutes
- Dates de sortie[3] :
  - États-Unis : 27 octobre 2024 (première mondiale au AFI Fest) ; 1er novembre 2024 (sortie nationale limitée)
  - France : 30 octobre 2024
- Classification[4] :
  - États-Unis : PG-13

## Distribution
- Nicholas Hoult (VF : Emmanuel Garijo) : Justin Kemp
- Toni Collette (VF : Marjorie Frantz) : Faith Killebrew
- Chris Messina (VF : Alexis Victor) : Eric Resnick
- Amy Aquino (VF : Annie Sinigalia) : la juge Thelma Stewart
- Zoey Deutch (VF : Ingrid Donnadieu) : Allison « Ally » Crewson, l'épouse de Justin
- Kiefer Sutherland (VF : Emmanuel Jacomy) : Larry Lasker
- Gabriel Basso (VF : Maximilien Seweryn) : James Michael Sythe, l'accusé
- Francesca Eastwood : Kendall Carter, la victime
- J. K. Simmons (VF : Jean Barney) : Harold Tchaikovsky
- Leslie Bibb (VF : Valérie Siclay) : Denice Aldworth
- Cedric Yarbrough (VF : Thierry Desroses) : Marcus King
- Adrienne C. Moore (VF : Corinne Wellong) : Yolanda
- Chikako Fukuyama (VF : Anne Tilloy) : Keiko, la jurée étudiante en médecine
- Jason Coviello (VF : Boris Rehlinger) : Luke, le juré divorcé
- Rebecca Koon (VF : Frédérique Cantrel) : Nellie, la jurée âgée
- Zele Avradopoulos : Irene, la jurée suppléante
- Drew Scheid : Brody
- Onix Serrano : Eli
- Hedy Nasser :	Courtney
- Phil Biedron : Vince

 Source et légende : version française (VF) sur RS Doublage et carton du doublage français.

## Production
En avril 2023, il est annoncé que Clint Eastwood va développer son prochain — et dernier — film, alors que Nicholas Hoult et Toni Collette sont évoqués dans les rôles principaux. Leur participation est officiellement confirmée le mois suivant, tout comme celle de Zoey Deutch et Kiefer Sutherland,. Gabriel Basso entre ensuite en négociations pour un rôle. En juin 2023, Leslie Bibb est confirmée.
Le tournage commence en juin 2023. Il se déroule notamment à Savannah dans l'État de Géorgie ainsi qu'à Los Angeles,,. La production est arrêtée en raison de la grève des acteurs. Le tournage reprend en novembre 2023. La post-production s'est terminée en avril 2024.
Dans la scène d'Halloween, le déguisement que portent Justin et Allison pour accueillir les enfants est inspiré des deux personnages du tableau American Gothic de Grant Wood.
La fin du film, que le montage rend volontairement ambiguë, a été tournée de différentes manières plus ou moins explicites. D'après l'acteur Nicholas Hoult, qui incarne le juré fautif, l'une d'elles montrait la procureure entourée de policiers sur le perron de la porte du juré, tandis qu'une autre encore montrait des voitures de police stationnées derrière la procureure. Si Hoult et Toni Collette, qui incarne la procureure, sont persuadés que celle-ci est venue obtenir justice pour la victime, Clint Eastwood aurait préféré la version où la procureure se rend seule au domicile du juré afin de laisser les spectateurs s'interroger eux-mêmes sur la direction que cette confrontation allait prendre.

## Sortie

### Dates de sortie
Le studio n'ayant que peu d'espoir dans le succès commercial du film, le film est d'abord prévu pour être diffusé uniquement en streaming, puis finit par connaître une sortie limitée en salles aux États-Unis.
Le film sort en France le 30 octobre 2024.
Le film est diffusé sur la plate-forme de diffusion Max le 20 décembre 2024, soit très peu de temps après sa sortie en salles.

### Accueil critique
En France, le site Allociné donne une moyenne de 3,8⁄5, d'après l'interprétation de trente-deux critiques de presse.

### Box-office

#### États-Unis et international
Aux États-Unis, le film est sorti dans seulement trente-cinq salles et a rapporté environ 90 000 USD le premier jour et entre 260 000 USD à 270 000 USD le week-end, néanmoins, Warner Bros. n'a pas communiqué de chiffres officiels, pour prétendument « sauver la face » d'Eastwood en évitant toute mauvaise publicité liée à des résultats négatifs au box-office.
À l'échelle internationale, le film a rapporté 5 000 000 USD dans six territoires lors de son week-end d'ouverture, dont 3 100 000 USD en France.
Au 23 janvier 2025, le film totalise 24 800 000 USD de recettes au box-office international, dont 11 810 607 USD en France, où il réalise le meilleur résultat, ainsi que 4 287 354 USD en Italie et 3 652 286 USD en Espagne.
En termes d'entrées, Juré n° 2 totalise 580 565 entrées en Espagne et 612 968 entrées en Italie.

#### France
Le film réunit 453 813 spectateurs lors de la première semaine d'exploitation en France. Au terme de la troisième semaine, il cumule déjà 1 087 650 spectateurs. En quinze semaines à l'affiche, le film totalise plus de 1,6 million d'entrées.
| #           | Dates                             | Nombre d'entrées | Place au box-office | Nombre d'entrées cumulées | Réf.   |
| ----------- | --------------------------------- | ---------------- | ------------------- | ------------------------- | ------ |
| 1re semaine | du 30 octobre au 5 novembre 2024  | 453 813 entrées  | 4e                  | 453 813 entrées           | [ 29 ] |
| 2e semaine  | du 6 au 12 novembre 2024          | 381 532 entrées  | 3e                  | 835 345 entrées           | [ 30 ] |
| 3e semaine  | du 13 au 19 novembre 2024         | 252 305 entrées  | 3e                  | 1 087 650 entrées         | [ 31 ] |
| 4e semaine  | du 20 au 26 novembre 2024         | 212 153 entrées  | 3e                  | 1 299 803 entrées         | [ 28 ] |
| 5e semaine  | du 27 novembre au 3 décembre 2024 | 135 904 entrées  | 5e                  | 1 435 707 entrées         | [ 28 ] |
| 6e semaine  | du 4 au 10 décembre 2024          | 82 508 entrées   | 10e                 | 1 518 215 entrées         | [ 28 ] |
| 7e semaine  | du 11 au 17 décembre 2024         | 43 711 entrées   | 15e                 | 1 561 926 entrées         | [ 28 ] |
| 8e semaine  | du 18 au 24 décembre 2024         | 20 600 entrées   | 25e                 | 1 582 526 entrées         | [ 28 ] |
| 9e semaine  | du 25 au 31 décembre 2024         | 16 300 entrées   | 25e                 | 1 598 826 entrées         | [ 28 ] |
| 10e semaine | du 1er au 7 janvier 2025          | 7 290 entrées    | NC                  | 1 606 116 entrées         | [ 28 ] |
| 11e semaine | du 8 au 14 janvier 2025           | 8 088 entrées    | NC                  | 1 614 204 entrées         | [ 28 ] |
| 12e semaine | du 15 au 21 janvier 2025          | 10 802 entrées   | NC                  | 1 625 006 entrées         | [ 28 ] |
| 13e semaine | du 22 au 28 janvier 2025          | 3 683 entrées    | NC                  | 1 628 689 entrées         | [ 28 ] |
| 14e semaine | du 29 janvier au 4 février 2025   | 299 entrées      | NC                  | 1 628 988 entrées         | [ 28 ] |
| 15e semaine | du 5 au 11 février 2025           | 137 entrées      | NC                  | 1 629 125 entrées         | [ 28 ] |

## Distinctions

### Récompense
- National Board of Review 2024 : Top Ten Films